# كارلوس لازارو فاليجو
كارلوس لازارو فاليجو (بالإسبانية: Carlos Lázaro) (13 نوفمبر 1990 في إسبانيا - ) هو لاعب كرة قدم إسباني في مركز الوسط. شارك مع منتخب إسبانيا تحت 19 سنة لكرة القدم. أما مع النوادي، فقد لعب مع ديبورتيفو ألافيس وريال بلد الوليد ب وريال بلد الوليد ونادي إيركوليس ونادي ميرانديس ونادي هويسكا.

## وصلات خارجية
- كارلوس لازارو فاليجو على موقع قاعدة بيانات كرة القدم.إي يو (الإنجليزية)
- كارلوس لازارو فاليجو على موقع Soccerway.com (الإنجليزية)
- كارلوس لازارو فاليجو على موقع AS.com (الإسبانية)